# Ephemera vulgata
Ephemera vulgata es una especie de efímera, insecto del género Ephemera.

## Descripción
Las alas de Ephemera vulgata están veteadas y la parte superior del abdomen tiene marcas laterales oscuras.

## Distribución y hábitat
Se encuentra en la mayor parte de Europa. Se reproduce principalmente en ríos lentos y aguas tranquilas como estanques. Esta especie está en declive, probablemente debido a la contaminación de las vías fluviales por pesticidas y metales pesados, y porque los insectos adultos están desorientados por la contaminación lumínica.